# Talen in Spanje
| ■ Castiliaans (Spaans) ■ Catalaans ■ Baskisch ■ Asturisch | ■ Galicisch ■ Aragonees ■ Aranees (dialect van het Occitaans) |

De talen van Spanje

Om de taal die in het Nederlands Spaans heet te benoemen, kan men twee woorden gebruiken: "español" (Spaans) of "castellano" (Castiliaans, uit Castilië). Beide termen worden in Spanje door elkaar gebruikt, afhankelijk van de regio (in Andalusië zegt men vooral "español", in Catalonië vrijwel nooit), maar betekenen hetzelfde. Het meest pure Spaans wordt volgens vele Spanjaarden gesproken in en rondom Valladolid.
De verschillende talen die in Spanje worden gesproken zorgen regelmatig voor grote verwarring in het buitenland, waar men het vaak heeft over dialecten. Het gaat echter om in totaal vijf officiële talen (Spaans, Catalaans, Baskisch, Galicisch en Aranees) en twee niet-officiële talen (Asturisch en Aragonees).
Het Spaans is de enige officiële nationale taal van Spanje. De overige vier zijn officiële regionale talen, die in sommige gebieden ook de dominante taal zijn.
Artikel III van de Spaanse Grondwet uit 1978 luidt als volgt:
El castellano es la lengua española oficial del Estado. (…) Las demás lenguas españolas serán también oficiales en las respectivas Comunidades Autónomas…
Castiliaans is de officiële taal van de Spaanse Staat. (…) De andere Spaanse talen zijn ook officieel in de respectievelijke Autonome Gemeenschappen…
De vier officiële regionale talen van Spanje zijn:
- Catalaans (ES:Catalán CA:Català): wordt gesproken door iets meer dan 18% van de totale bevolking, oftewel 7,5 miljoen inwoners in Catalonië, de Balearen en de regio València. In València wordt het Valenciaans (Valencià) genoemd en behoort tot de westerse dialecten van het Catalaans. Op de Balearen (Illes Balears) spreekt men op elk eiland een apart subdialect (op Formentera het Formenterenc, op Eivissa het Eivissenc, op Mallorca het Mallorquí en op Menorca het Menorquí), die allen behoren tot de oosterse dialecten van het Catalaans.
- Baskisch (ES:Vasco BA:Euskara): wordt gesproken door iets meer dan 1 miljoen mensen in Baskenland en Navarra, 2,3% van de totale Spaanse bevolking. De Baskische taal vertoont geen enkele overeenkomst met welke andere taal dan ook.
- Galicisch (ES:Gallego GA:Galego): wordt gesproken door iets meer dan 2,5 miljoen mensen, 5,7% van de totale Spaanse bevolking in Galicië, en delen van León en Asturië. De taal lijkt meer op Portugees dan op Spaans.
- Aranees: wordt gesproken door zo'n 4000 mensen in de Vallei van Aran in Catalonië. Taalkundig gezien is Aranees een dialect van het Franse Occitaans.

Het Spaans, Catalaans, Galicisch en Aranees zijn allemaal Romaanse talen, en stammen af van het Latijn, binnen elk van deze talen bestaan echter ook verschillende dialecten. Het Baskisch is een geval apart, er zijn namelijk geen overeenkomsten aan te wijzen met welke andere taal dan ook ter wereld.

Geschiedenis van de talen in Spanje

De twee niet-officiële regionale talen zijn:
- Asturisch (ES:Asturiano AS:Asturianu) wordt gesproken door ongeveer 100.000 mensen en wordt in Asturië wettelijk beschermd. Het is geen dialect van het Spaans, maar een aparte taal, en wordt in verschillende gebieden gesproken: Asturië zelf, León, Zamora, Salamanca (daar heet de taal “llionés), Extremadura (daar heet de taal “extremeñu” of Extremeens) en Cantabrië (daar heet de taal “montañés”).
- Aragonees (ES:Aragonés AR:Aragonès): wordt gesproken door zo'n 10.000 mensen in de provincie Huesca in Aragón. Ongeveer 40.000 mensen kennen de taal of hebben het geleerd (“neo-fabláns”), meestal in Zaragoza en Huesca. In de rest van Aragón, zuiden van Navarra en sommige gebieden in Valencia en Castilië-La Mancha, wordt het vaak met het Spaans vermengd. Het Aragonees stamt af van het Latijn.

De vier officiële regionale talen van Spanje spelen een relatief belangrijke rol, zowel op regionaal als op nationaal niveau. Ter vergelijking; in Spanje spreekt 24% van de bevolking een van de vier officiële regionale talen, dat komt neer op bijna 11 miljoen inwoners. In Nederland wordt de enige officiële regionale taal, het Fries door 400.000 inwoners, oftewel slechts 2,4% van de bevolking gesproken.
Spanje kent buiten de genoemde talen nog talloze dialecten en streektalen. Het beste voorbeeld daarvan is het Spaans dat wordt gesproken in Andalusië door ongeveer 7 miljoen mensen, met grote verschillen in vocabulaire en uitspraak. Het zogenaamde "Andaluz" (Andalusisch) is voor vele andere Spanjaarden moeilijk te verstaan. Het Andalusisch moet niet verward worden met het Andalusisch-Arabisch, wat een uitgestorven dialect is in het Arabisch.

## Uitgestorven talen
- Andalusisch-Arabisch was een dialect van het Arabisch en was gedurende enkele eeuwen de hoofdtaal in het Iberische schiereiland en werd buiten moslims ook gesproken door joden en christenen. Na de reconquista vluchten kwamen de vele Moorse moslims terecht in Noord-Afrika waarvan de meeste in Marokko. Het huidige dialect van de Noord-Marokkaanse Jebela bevolking is een voortzetting van het Andalusisch-Arabisch.
- Mozarabisch is een dode Romaanse taal die tot het eind van de Middeleeuwen werd gesproken door Mozarabiërs (Moorse christenen),  gedurende de middeleeuwen.

Afrika · België · China · Comoren · Duitsland · Europa · Frankrijk · India · Indonesië · Israël · Luxemburg · Madagaskar · Mayotte · Namibië · Nederland · Réunion · Rusland · Spanje · Suriname · Taiwan · Verenigde Staten · Zuid-Afrika · Zwitserland